# Her Polished Family
Her Polished Family è un cortometraggio muto del 1912 diretto da C. Jay Williams.
È il quinto film per Augustus Phillips che aveva debuttato due anni prima, sempre per la Edison, nel ruolo del dottore in Frankenstein di J. Searle Dawley.

## Produzione
Il film fu prodotto dalla Edison Manufacturing Company.

## Distribuzione
Distribuito dalla General Film Company, il film - un cortometraggio in una bobina - uscì nelle sale cinematografiche degli Stati Uniti il 13 marzo 1912.